# Drepanocentron abhimanyu
Drepanocentron abhimanyu är en nattsländeart som beskrevs av Schmid 1982. Drepanocentron abhimanyu ingår i släktet Drepanocentron och familjen Xiphocentronidae. Inga underarter finns listade i Catalogue of Life.